# تخزين مغناطيسي

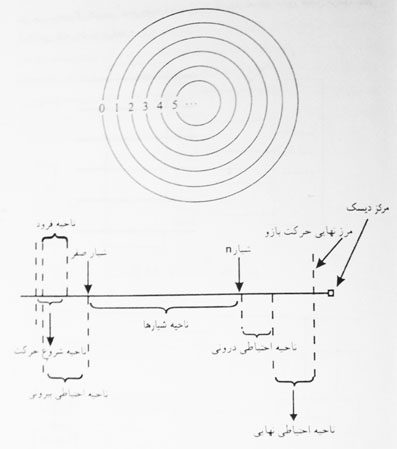

التخزين المغناطيسي هو مصطلح يطلق على التكنولوجيا التي تمكن من تخزين بيانات ما، على وسيط مغناطيسي.